# Лейк (тауншип, округ Розо, Миннесота)
Лейк (англ. Lake) — тауншип в округе Розо, Миннесота, США. На 2000 год его население составило 2087 человек.

## География
По данным Бюро переписи населения США площадь тауншипа составляет 150,6 км², из которых 149,6 км² занимает суша, а 1,0 км² — вода (0,67 %).

## Демография
По данным переписи населения 2000 года здесь находились 2087 человек, 736 домохозяйств и 560 семей.  Плотность населения —  13,9 чел./км².  На территории тауншипа расположено 982 постройки со средней плотностью 6,6 построек на один квадратный километр. Расовый состав населения: 92,43 % белых, 0,05 % афроамериканцев, 2,44 % коренных американцев, 4,07 % азиатов и 1,01 % приходится на две или более других рас. Испанцы или латиноамериканцы любой расы составляли 0,10 % от популяции тауншипа.
Из 736 домохозяйств в 45,7 % воспитывались дети до 18 лет, в 62,8 % проживали супружеские пары, в 8,0 % проживали незамужние женщины и в 23,9 % домохозяйств проживали несемейные люди. 18,3 % домохозяйств состояли из одного человека, при том 3,7 % из — одиноких пожилых людей старше 65 лет. Средний размер домохозяйства — 2,84, а семьи — 3,24 человека.
33,4 % населения — младше 18 лет, 8,0 % — в возрасте от 18 до 24 лет, 32,7 % — от 25 до 44, 19,8 % — от 45 до 64, и 6,0 % — старше 65 лет. Средний возраст — 31 год. На каждые 100 женщин приходилось 110,0 мужчин.  На каждые 100 женщин старше 18 приходилось 108,4 мужчин.
Средний годовой доход домохозяйства составлял 44 034 доллара, а средний годовой доход семьи —  46 509 долларов. Средний доход мужчин —  28 038  долларов, в то время как у женщин — 24 075. Доход на душу населения составил 16 549 долларов. За чертой бедности находились 3,1 % семей и 4,5 % всего населения тауншипа, из которых 4,4 % младше 18 и 10,2 % старше 65 лет.